# Urbar der Abtei Saint-Remi
Im Urbar der Abtei Saint-Remi, einem Urbar der Abtei Saint-Remi in Reims, wurden ab dem 9. Jahrhundert Einkünfte aus der Grundherrschaft der Abtei schriftlich festgehalten. Das Verzeichnis gehört zu den wenigen aus karolingischer Zeit überlieferten Urbaren und ist seit dem 17. Jahrhundert Gegenstand der wissenschaftlichen Forschung.

## Benennung
Im Französischen wird das Werk als Polyptyque de l’abbaye de Saint-Remi bezeichnet. Dabei ist polyptyque (wörtlich: Vieltafel) ein Fachbegriff für ein frühmittelalterliches Güterverzeichnis. Im Deutschen wird das Wort teils in Anlehnung an das Französische (Polyptyque), teils lateinisch (Polyptychum), teils griechisch (Polyptychon) wiedergegeben. Ein vergleichbarer deutscher Fachbegriff ist Urbar.

## Überlieferung
Das Original mit 81 gezählten Seiten in mittellateinischer Sprache und gut leserlicher Schrift ist nicht überliefert. Es wurde zwischen 1620 und 1770 von mehreren Gelehrten benutzt, die Abschriften oder Auszüge fertigten. In den Jahren nach 1770 ging das Original verloren, womöglich beim Brand der Abtei Saint-Remi in Reims am 15. Januar 1774, der große Teile des Handschriftenbestandes der Abtei vernichtete. Zwar führte der erste Herausgeber Benjamin Guérard 1853 eine Gelehrtennotiz an, nach der die Handschrift den Brand überstanden hätte, doch fehlen seit dem Jahr 1770 weitere Nachrichten über die Handschrift. Überliefert sind:
- Vollständige Abschriften:
  - Sigle P: Paris (Bibliothèque Nationale, lat. 9903), angefertigt um 1680–1720. Druck: Guérard 1853.[1]
  - Sigle C: Carpentras (Bibliothèque Inguimbertine 1779), angefertigt um 1622. Ungedruckt.
  - Sigle O: Oxford (Bodleian Library, Eng. hist. c. 242), angefertigt um 1622. Ungedruckt.
- Auszüge:
  - Sigle D: Paris (Bibliothèque Nationale, Duchesne 74), Auszüge von André Duchesne, vor 1640. Druck: Guérard 1836.[2]
  - Sigle S: Paris (Bibliothèque Nationale, n. acq. lat. 469), Auszüge von Jacques Sirmond, vor 1651. Ungedruckt.
  - Sigle B: Paris (Bibliothèque Nationale, Baluze 75, fol. 82–87), Auszüge von Étienne Baluze (1630–1718). Ungedruckt.
- Kleine Auszüge wurden von Gelehrten im Rahmen ihrer Forschungsgegenstände gedruckt, um die Reimser Kirchengeschichte oder den mittellateinischen Sprachgebrauch zu dokumentieren.

## Ausgaben
Bis heute existiert keine Ausgabe, die auf allen verfügbaren Abschriften basiert. Der Ausgabe von Benjamin Guérard (1853) und den Ausgaben von Jean-Pierre Devroey (1981, 1984) lagen nur die Pariser Abschrift P und die Auszüge D von Duchesne zugrunde. 1986 wurden zwei weitere Abschriften C und O und die Auszüge S bekannt, die das Gesamtbild des Urbars ergänzen. Die überlieferten Abschriften, Auszüge und Drucke können den Verlust des originalen Werks nur in Teilen ersetzen, da der Text sich daraus zwar einigermaßen vollständig rekonstruieren lässt, aber das Schriftbild, die Lagenformel der Blätter und die Abgrenzung der Nachträge des komplexen Textes nicht mehr vor Augen stehen.
- Benjamin Guérard: Polyptyque de l’Abbaye de Saint-Remi de Reims, ou dénombrement des manses, des serfs et des revenus de cette Abbaye, vers le milieu du neuvième siècle de notre ère. Paris 1853.
- Jean-Pierre Devroey: Recherches sur l’histoire rurale du haut Moyen-âge 800–1050: les polyptiques de Saint-Remi de Reims et de Saint-Pierre de Lobbes (Unpublished doctoral dissertation). Université libre de Bruxelles, Faculté de Philosophie et Lettres, Bruxelles 1981.
- Jean-Pierre Devroey: Le polyptyque et les listes de cens de l’abbaye de Saint-Remi de Reims (IXe–XIe siecles). Edition critique, Reims 1984, CIV 164 p., cartes (Travaux de l’Academie nationale de Reims, 163).

## Inhaltsübersicht
Die Edition von Devroey teilt den Inhalt des Urbars in 29 Abschnitte ein. 24 Abschnitte beschreiben die Einnahmen der Abtei um die Mitte des 9. Jahrhunderts in der Gegend von Reims (Pagus Remensis), von Laon (Pagus Laudunensis), dem Tardenois (Pagus Tardinensis) und dem Porcien (Pagus Porcensis). Weitere Abschnitte betreffen Lehen der Abtei, Summenbildungen und Zinslisten.
| Nr.     | lateinisch                          | deutsch                               |
| ------- | ----------------------------------- | ------------------------------------- |
| I.      | Adenaus                             | Aigny                                 |
| II.     | Mutatio, Mutationes                 | Muizon                                |
| III.    | Floreius                            | Petit-Fleury                          |
| IV.     | Albiliacus                          | Aubilly                               |
| V.      | Baconna                             | Baconnes                              |
| VI.     | Vicus Sancti Remigii                | Bourg-Saint-Remi in Reims             |
| VII.    | Lurba                               | Lurba                                 |
| VIII.   | Trielongus                          | Treslon                               |
| IX.     | Gothi                               | Gueux                                 |
| Xa.     | de abbatia Sancti Timothei          | von der Abtei Saint-Timothée in Reims |
| Xb.     | Ecclesia Cosme et Damiani           | Kirche Saint-Côme in Reims            |
| Xc.     | ad portam monasterii sancti Remigii | zur Pforte der Abtei Saint-Remi       |
| XI.     | Nantoilus                           | Nanteuil-la-Fosse                     |
| XII.    | Tasiacus                            | Taissy                                |
| XIII.   | Notitia census prima                | Erste Zinsliste                       |
| XIV.    | Luperciacus                         | Louvercy                              |
| XV.     | Villaris                            | Ville-en-Selve                        |
| XVI.    | Insula Catzeia                      | Chézy-l’Abbaye                        |
| XVII.   | Curtis Agutior                      | Courtisols                            |
| XVIII.  | Baina                               | Beine                                 |
| XIX.    | Beconis Villa                       | Bouconville                           |
| XX.     | Vicus                               | Viel-Saint-Remi                       |
| XXI.    | Gerso                               | Gerson                                |
| XXII.   | Salix sancti Remigii                | Sault-Saint-Remy                      |
| XXIII.  | Vitlina                             | Vesle                                 |
| XXIV.   | Sanctus Hilarius                    | Saint-Hilaire                         |
| XXV.    | summa                               | Summe                                 |
| XXVI.   | beneficia                           | Lehen                                 |
| XXVII.  | Longa Villa                         | Longeville                            |
| XXVIII. | Condatus super Materna              | Condé-sur-Marne                       |
| XXIX.   | Notitia census secunda              | Zweite Zinsliste                      |

Die Zinslisten Nr. XIII und Nr. XXIX sind Nachträge wohl des 11. oder 12. Jahrhunderts und nennen Zinsen vom Fernbesitz der Abtei um Angleur und Meersen und dem Remigiusland um Kusel.
| Nr. XIII | lateinisch  | deutsch       |
| -------- | ----------- | ------------- |
| XIII.40  | Anglatura   | Angleur       |
| XIII.41  | Retinis     | Retinne       |
| XIII.42  | Marsna      | Meersen       |
| XIII.43  | Clumena     | Klimmen       |
| XIII.44  | Schina      | Schin op Geul |
| XIII.45  | Scinmottera | Schimmert     |
| XIII.46  | Nutta       | Nuth          |
| XIII.47  | Wertena     | Weert         |
| XIII.48  | Geistinga   | Geistingen    |
| XIII.49  | Lutta       | Leut          |
| XIII.50  | Futta       | Vucht         |
| XIII.51  | Berolar     | Berkelaar     |
| XIII.52  | Hercena     | Herten        |
| XIII.53  | Litta       | Lithoijen     |

| Nr. XXIX | lateinisch  | deutsch       |
| -------- | ----------- | ------------- |
| XXIX.01  | Cosla       | Kusel         |
| XXIX.01a | trans Renum | überm Rhein   |
| XXIX.02  | Glanna      | Altenglan     |
| XXIX.03  | Capella     | Flurskapelle  |
| XXIX.03a | lacuna      | Pfeffelbach   |
| XXIX.04  | Conchis     | Konken        |
| XXIX.05  | Hengesbach  | Henschbach    |
| XXIX.06  | Hostrennaio | Niederkirchen |
| XXIX.06a | Odenba      | Odenbach      |
| XXIX.06b | Warmatia    | Worms         |
| XXIX.06c | Heriscina   | Heriscina     |
| XXIX.07  | Beschehem   | Bischmisheim  |
| XXIX.08  | Marsna      | Meersen       |
| XXIX.09  | Schina      | Schin op Geul |
| XXIX.10  | Becha       | Beek          |
| XXIX.11  | Clumna      | Klimmen       |
| XXIX.12  | Schimorta   | Schimmert     |
| XXIX.13  | Lita        | Lithoijen     |
| XXIX.14  | Anglidura   | Angleur       |
| XXIX.15  | Retinis     | Retinne       |
| XXIX.16  | Gestina     | Geistingen    |
| XXIX.17  | Luta        | Leut          |
| XXIX.18  | Fustia      | Vucht         |
| XXIX.19  | Hertra      | Herten        |

## Belege
1. 1 2 3   Benjamin Guérard: Polyptyque de l’Abbaye de Saint-Remi de Reims, ou dénombrement des manses, des serfs et des revenus de cette Abbaye, vers le milieu du neuvième siècle de notre ère. Paris 1853.
2. ↑   Benjamin Guérard: Polyptyque de l’Abbé Irminon, ou Etat des terres, des revenus et des serfs de l’abbaye de Saint Germain-des-Prés sous Charlemagne. Paris 1836, p. 288–292.
3. 1 2 3   Jean-Pierre Devroey: Recherches sur l’histoire rurale du haut Moyen-âge 800-1050: les polyptiques de Saint-Remi de Reims et de Saint-Pierre de Lobbes (Unpublished doctoral dissertation). Université libre de Bruxelles, Faculté de Philosophie et Lettres, Bruxelles 1981.
4. ↑  Pierre Desportes; François Dolbeau: Découverte de nouveaux documents relatifs au Polyptyque de Saint-Remi de Reims. A propos d’une édition récente. In: Revue du Nord, tome 68, n°270, Juillet-septembre 1986, S. 575–607.

- Karte mit allen verlinkten Seiten:
- OSM |
- WikiMap